# Test Drive 6
Test Drive 6 (с англ. — «Тест-драйв 6») — видеоигра серии Test Drive в жанре аркадных автогонок, изданная компаниями Infogrames и Cryo Interactive в 1999 году.
Как и предыдущие части серии, Test Drive 6 сосредотачивается на уличных гонках. В игре представлены несколько режимов, каждый со своими особенностями. На выбор игроку доступны несколько десятков автомобилей от известных мировых производителей, а также трассы, каждая из которых основана на реальных городах и странах. Нововведением является карьерный режим, в котором нужно проходить турниры и зарабатывать деньги на покупку и улучшение машин.
В отличие от предыдущих частей серии, игра разрабатывалась сразу для четырёх платформ: за версию для PlayStation, Dreamcast и PC-совместимых компьютеров под управлением Windows была ответственна студия Pitbull Syndicate, а за версию для Game Boy Color — Xantera. Test Drive 6 получила неоднозначные, в основном отрицательные оценки от игровой прессы. Основным объектом критики стала вторичность геймплея, а также упрощённое управление. К достоинствам Test Drive 6 обозреватели отнесли разнообразие трасс и музыкальное сопровождение.

## Игровой процесс

Гонка на Dodge Viper GTS в Лондоне. Вверху показано время, за которое нужно доехать до контрольной точки, в правом верхнем углу — время гонки, в правом нижнем — спидометр, тахометр и передача, а в левом нижнем — мини-карта и текущее место в гонке

Test Drive 6 представляет собой аркадную гоночную игру, выполненную в трёхмерной графике.
Игроку предлагается возможность практики, в которой доступны на выбор различные трассы и автомобили. Трассы в игре основаны на реально существующих городах по всему миру. Автомобили представляют собой лицензированные модели от известных мировых производителей. В режиме карьеры игрок должен проходить гоночные соревнования и зарабатывать деньги на покупку новых автомобилей и их тюнинг. В гонках присутствуют контрольные точки, при проезде через которые увеличивается время для прохождения состязания. На улицах разъезжают полицейские патрули, которые начинают погоню, если превысить скорость. В случае, если машина полиции окажется впереди игрока, а сам игрок остановится, это ведёт к задержанию. Если игрок не успеет проехать через контрольные точки до завершения времени, то гонку придётся начинать заново. Также есть возможность поиграть за полицию, задерживая гонщиков.

## Разработка и выход игры
Test Drive 6 является продолжением Test Drive 5 и заимствует его основы: уличные гонки с полицией по реальным городам и странам. Тем не менее, новая часть разрабатывалась сразу для четырёх игровых платформ: за версию на PlayStation, Dreamcast и ПК была ответственна студия Pitbull Syndicate, создавшая две предыдущие игры серии, а за упрощённую версию для портативной приставки Game Boy Color с изометрической графикой и отсутствием контрольных точек в гонках — Xantera, позднее создавшая несколько частей Test Drive для данной платформы. Разработчики заявили, что хотели в новой игре использовать всю мощь консоли PlayStation, улучшив графику: в Test Drive 6 реализован игровой движок от предыдущей части серии с более реалистичным освещением и пешеходами на тротуаре. Сама игра планировалась к выходу в период зимних праздников.
Релиз Test Drive 6 состоялся осенью 1999 года в США, а в весной-летом следующего года игра вышла в Европе.

## Оценки и мнения
| Сводный рейтинг       | Сводный рейтинг | Сводный рейтинг | Сводный рейтинг | Сводный рейтинг |
| Издание               | Оценка          | Оценка          | Оценка          | Оценка          |
| Издание               | Dreamcast       | GBC             | PC              | PS              |
| --------------------- | --------------- | --------------- | --------------- | --------------- |
| GameRankings          | 50,94 %         | 59 %            | 49,37 %         | 69,09 %         |
| MobyRank              | 44/100          | 56/100          | 53/100          | 61/100          |
| Иноязычные издания    |                 |                 |                 |                 |
| Издание               | Оценка          | Оценка          | Оценка          | Оценка          |
| Издание               | Dreamcast       | GBC             | PC              | PS              |
| AllGame               | [ 10 ]          | [ 11 ]          | [ 12 ]          | [ 13 ]          |
| EGM                   | 3,66/10         |                 |                 | 5,75/10         |
| Game Informer         |                 |                 |                 | 7,5/10          |
| GamePro               |                 |                 |                 | [ 15 ]          |
| GameSpot              | 4,6/10          |                 | 4,7/10          | 5,2/10          |
| GameSpy               | 4/10            |                 |                 |                 |
| IGN                   | 3,4/10          | 5/10            | 6,5/10          | 6,5/10          |
| Nintendo Power        |                 | 5,9/10          |                 |                 |
| OPM                   |                 |                 |                 | 3,5/5           |
| PC Gamer (US)         |                 |                 | 11/100          |                 |
| Русскоязычные издания |                 |                 |                 |                 |
| Издание               | Оценка          | Оценка          | Оценка          | Оценка          |
| Издание               | Dreamcast       | GBC             | PC              | PS              |
| Absolute Games        |                 |                 | 75 %            |                 |
| «Страна игр»          |                 |                 | 5,0             |                 |

Test Drive 6 получила смешанные, преимущественно негативные отзывы критиков. На сайте GameRankings версия для PlayStation имеет среднюю оценку в 69,09 %, для Game Boy Color — 59 %, для Dreamcast — 50,94 % и для PC — 49,37 %.
Рецензент российского сайта Absolute Games более позитивно отнёсся к игре, оценив ПК-версию в 75 %, хотя и покритиковав вторичность геймплея. Также об этой версии в целом положительно отозвался Тэд Смит (AllGame), оценив её в три с половиной звезды из пяти возможных. Вячеслав Назаров из «Страны Игр» в своём обзоре пишет: «Test Drive 6 - посредственная игра, которую не стоит приобретать даже ради коллекции», оценив игру всего на 5 баллов.